# Macrothele incisa
Macrothele incisa is een spinnensoort uit de familie Macrothelidae. De soort komt voor in Congo.